# Международная опорная земная система отсчёта
Международная опорная земная система отсчёта (International Terrestrial Reference Frame, ITRF) — реализация земной системы отсчёта ITRS с помощью декартовых координат ряда опорных пунктов на Земле. В ITRF для опорных пунктов приводятся их прямоугольные координаты (X,Y,Z) и скорости по соответствующим координатным осям Vx, Vy, Vz, которые обусловлены тектоническим движением плит земной коры. Перечень пунктов утверждается каждые несколько лет. Точность современных измерений настолько высока, что позволяет измерять скорость перемещения пунктов до 0,5 мм/год и дает возможность определять скорости движения литосферных плит.
ITRF2000 реализуется координатами и скоростями более чем 800 опорных точек, жёстко связанных с корой Земли. К каждой опорной точке предъявляются следующие требования:
1. точка должна располагаться на значительном расстоянии от границ тектонических плит и от границ разломов плит;
2. наблюдения в точке должны проводиться непрерывно в течение как минимум трёх лет;
3. ошибка вычисления скорости точки должна быть менее 3 мм/год.

Для уравнивания ITRF используются данные:
- IGS (сеть GNSS-станций);
- IVS (сеть станций РСДБ);
- ILRS (Международная служба лазерной дальнометрии);
- IDS (сеть станций доплеровских измерений DORIS).

Существуют несколько версий ITRF, последняя из которых, ITRF2020, вышла в 2022 году.